# Jean de Luxembourg-Soissons
Pour les articles homonymes, voir Jean de Luxembourg.
Jean de Luxembourg, mort le 22 juin 1476, fut comte de Marle et de Soissons de 1462 à 1476, seigneur de Dunkerque, Gravelines et Bourbourg était un chef militaire de l'Etat bourguignon. Il était fils aîné de Louis de Luxembourg, comte de Saint-Pol, de Ligny, de Guise, de Brienne, de Conversano, et de Jeanne de Bar, comtesse de Marle et de Soissons.
Jean fut nommé chevalier de la Toison d'or en 1473.
À la mort de sa mère en 1462, il hérite des comtés de Soissons et de Marle. Son père fut condamné et décapité pour trahison en 1475, et il ne put hériter de ses terres, qui avaient été confisquées. Il était au service de Charles le téméraire et l'un de ses principaux commandants. Il mourut à la bataille de Morat dont il avait la garde de la célèbre "haie verte".
Il ne s'était pas marié et ses terres revinrent à son frère Pierre.